# Cathédrale de la Sainte-Trinité d'Auckland
Pour les articles homonymes, voir Cathédrale de la Sainte-Trinité.
La cathédrale de la Sainte-Trinité (en anglais : Holy Trinity Cathedral) est un lieu de culte anglican situé à Parnell, une banlieue résidentielle d'Auckland, en Nouvelle-Zélande. C'est l'église mère du diocèse anglican d'Auckland (en) et la cathédrale de l'évêque d'Auckland.
L'église principale actuelle a été consacrée en 1973.

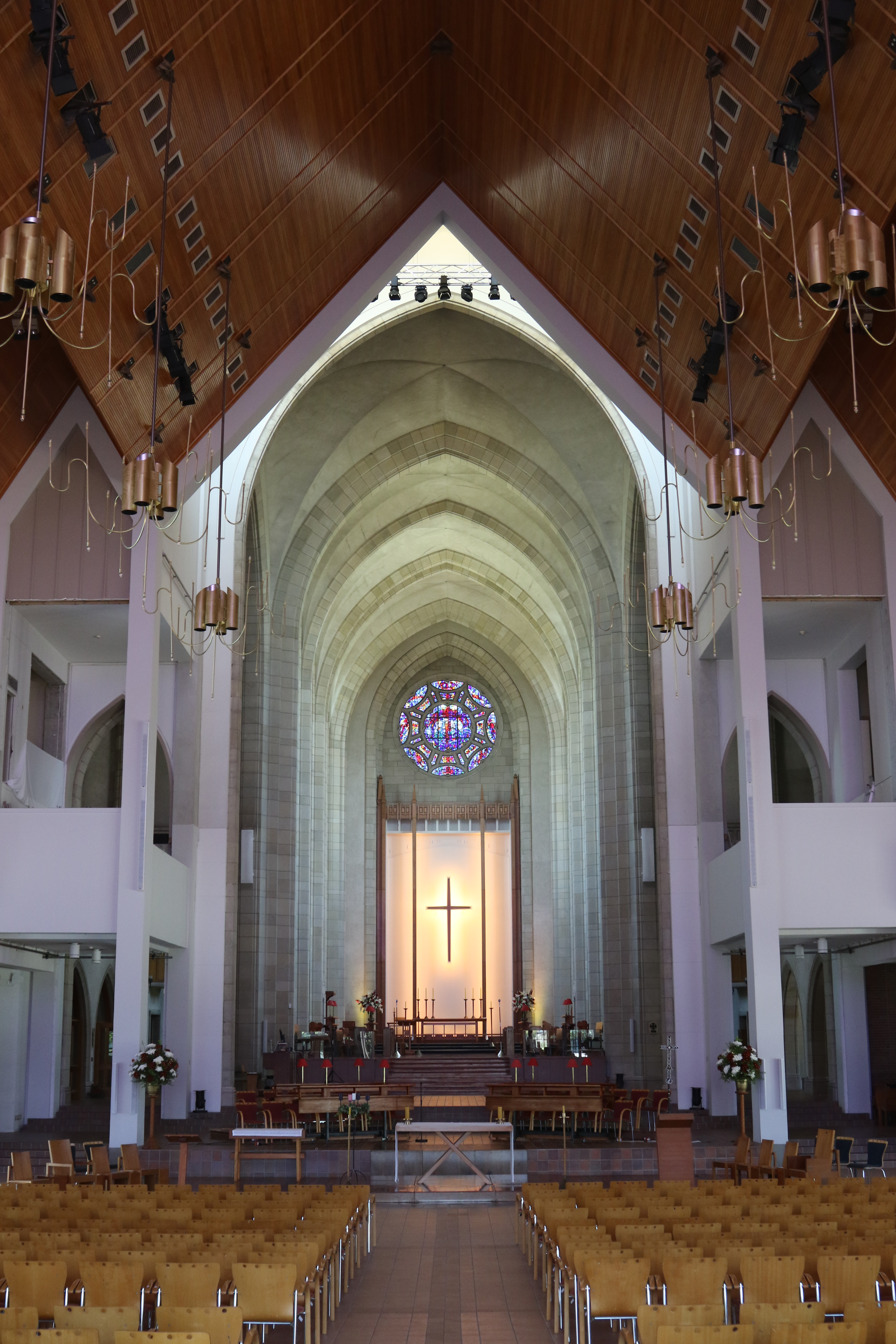
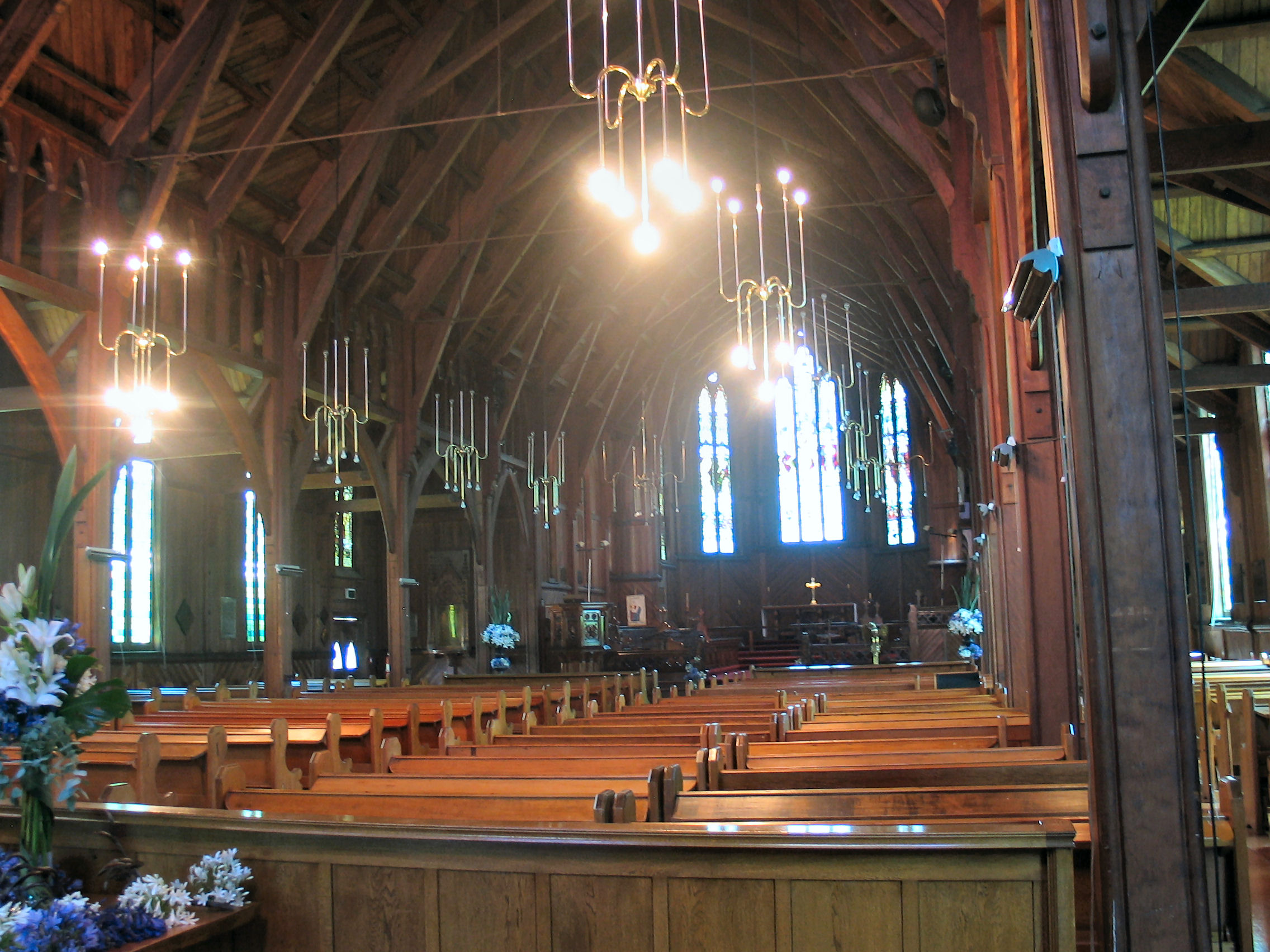
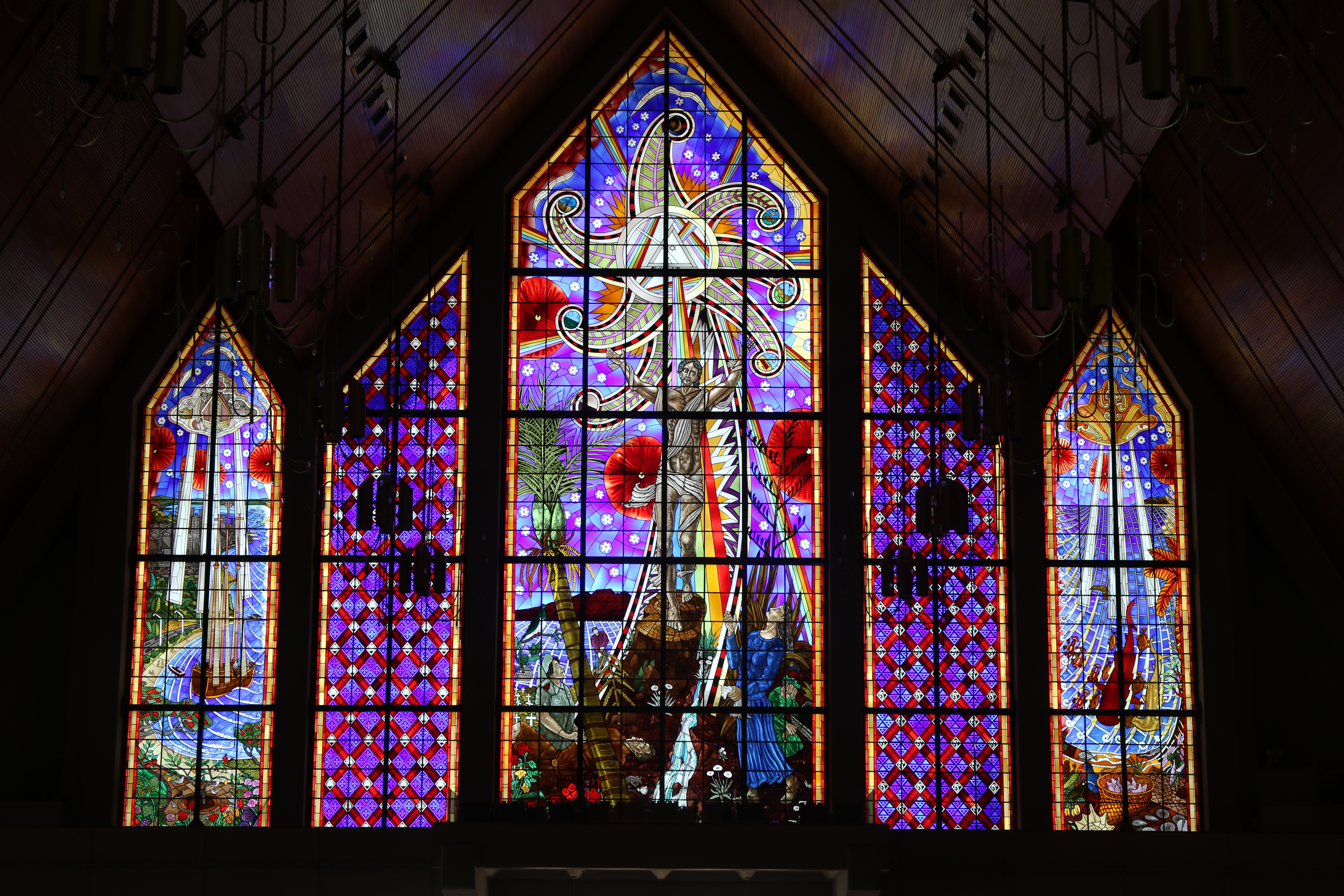